# Äggsjön, Jämtland
Äggsjön är en sjö i Åre kommun i Jämtland och ingår i Indalsälvens huvudavrinningsområde. Sjön har en area på 8,15 kvadratkilometer och ligger 576 meter över havet. Sjön avvattnas av vattendraget Mellanån (Sågån).

## Delavrinningsområde
Äggsjön ingår i det delavrinningsområde (705245-134830) som SMHI kallar för Utloppet av Äggsjön. Medelhöjden är 640 meter över havet och ytan är 31,78 kvadratkilometer. Det finns inga avrinningsområden uppströms utan avrinningsområdet är högsta punkten. Mellanån (Sågån) som avvattnar avrinningsområdet har biflödesordning 3, vilket innebär att vattnet flödar genom totalt 3 vattendrag innan det når havet efter 354 kilometer. Avrinningsområdet består mestadels av skog (50 procent) och kalfjäll (15 procent). Avrinningsområdet har 8,23 kvadratkilometer vattenytor vilket ger det en sjöprocent på 25,9 procent.